# La Cour-Marigny
La Cour-Marigny is een gemeente in het Franse departement Loiret (regio Centre-Val de Loire) en telt 300 inwoners (1999). De plaats maakt deel uit van het arrondissement Montargis.

## Geografie
De oppervlakte van La Cour-Marigny bedraagt 13,1 km², de bevolkingsdichtheid is 22,9 inwoners per km².
De onderstaande kaart toont de ligging van La Cour-Marigny met de belangrijkste infrastructuur en aangrenzende gemeenten.

## Demografie
Onderstaande figuur toont het verloop van het inwonertal (bron: INSEE-tellingen).